# Godi (auteur)
Pour les articles homonymes, voir Godi.
Godi, de son véritable nom Bernard Godisiabois, né le 17 décembre 1951 à Etterbeek (région de Bruxelles-Capitale), est un auteur et coloriste de bande dessinée belge. Il est surtout connu pour avoir créé la série humoristique L'Élève Ducobu avec le scénariste Zidrou.

## Biographie
Bernard Godisiabois naît le 17 décembre 1951 à Etterbeek, une commune bruxelloise.
Godi suit les cours de dessin à Institut Saint-Luc de Bruxelles (1971-1974) dont il sort diplômé. Le soir, il rejoint l'atelier d'Eddy Paape. En 1969, il publie des dessins dans une revue d’étudiants appelée Réveil. En 1970, il devient son assistant sur la série Tommy Banco. Il commence sa carrière professionnelle en 1971 en dessinant des cartes postales. Il publie des pages de jeux dans Junior et des cartoons dans Tintin.
En 1972, il collabore ensuite régulièrement à Tintin en dessinant notamment Le Comte Lombardi sur un scénario de Christian Blareau et Red Retro sur un scénario de Vicq de 1977 jusqu'en 1982.
En 1975, Michel Greg lui propose de dessiner des histoires d’Arsène Talon, dans un style graphique « début de siècle » pour Achille Talon magazine. 
Son fox-terrier lui donne un jour l'idée de créer le personnage de Diogène Terrier, qui fera l'objet de cinq albums parus chez Casterman de 1981 à 1990.
En 1987, il collabore à la réalisation de la série animée La Bande à Ovide (65 épisodes).
Illustrateur de publicités et d’illustrations pour enfants chez Milan avec L’ABC en BD, Do Ré Mi, il collabore également depuis les années 1990 pour le journal Spirou (dans lequel il anime, en 1997, avec Zidrou la série Suivez le guide,) et pour les nombreuses revues du groupe Averbode. C'est dans l'une de ces dernières (Tremplin), et toujours avec Zidrou au scénario, qu'apparaît en septembre 1992 le personnage de Ducobu. Présent d'abord de manière épisodique, cet antihéros rondouillard s'impose grâce au soutien des lecteurs et accède à la pleine page en septembre 1995. Le premier album (édité par les éditions du Lombard) sort en juin 1997. Godi s'investit de plus en plus dans cette création à succès (3 millions de livres vendus en août 2017), délaissant presque toutes ses activités secondaires. Il est également le coauteur (avec Bob de Groot) de la série Le Bar des acariens. En septembre 2014, a été publiée sa reprise, avec Zidrou au scénario, des aventures de Chlorophylle.
En 2019, il participe au cadavre exquis pour l'anniversaire des 90 ans de Mickey Mouse. En 2023, il contribue au Tintin numéro spécial 77 ans.
Comme illustrateur de littérature d'enfance et de jeunesse, il illustre aussi la série Dagobert écrite par Zidrou pour la collection de la « Bibliothèque rose » des éditions Hachette de 1998 à 2002. Une activité qu'il délaissera pour se concentrer sur Ducobu. 

### Vie privée
Il est le père de la comédienne et coloriste de bande dessinée Laure Godisiabois.

## Publications

### Albums de bande dessinée
- L'Élève Ducobu :
- 1. Un copieur sachant copier !, Le Lombard, Bruxelles, juin 1997
Scénario : Zidrou - Dessin : Godi - Couleurs : Véronique Grobet -  (ISBN 2-8036-1298-4)
- 2. Au coin !, Le Lombard, Bruxelles, mars 1998
Scénario : Zidrou - Dessin : Godi - Couleurs : Véronique Grobet -  (ISBN 2-8036-1325-5)
- 3. Les Réponses ou la vie ?, Le Lombard, Bruxelles, janvier 1999
Scénario : Zidrou - Dessin : Godi - Couleurs : Véronique Grobet -  (ISBN 2-8036-1355-7)
- 4. La Lutte des classes, Le Lombard, Bruxelles, août 1999
Scénario : Zidrou - Dessin : Godi - Couleurs : Véronique Grobet -  (ISBN 2-8036-1406-5)
- 5. Le Roi des cancres, Le Lombard, Bruxelles, juin 2000
Scénario : Zidrou - Dessin : Godi - Couleurs : Véronique Grobet -  (ISBN 2-8036-1490-1)
- 6. Un amour de potache !, Le Lombard, Bruxelles, mars 2001
Scénario : Zidrou - Dessin : Godi - Couleurs : Véronique Grobet -  (ISBN 2-8036-1625-4)
- 7. Vivement les vacances !, Le Lombard, Bruxelles, août 2001
Scénario : Zidrou - Dessin : Godi - Couleurs : Véronique Grobet -  (ISBN 2-8036-1656-4)
- 8. Punis pour le meilleur et pour le pire, Le Lombard, Bruxelles, avril 2002
Scénario : Zidrou - Dessin : Godi - Couleurs : Véronique Grobet -  (ISBN 2-8036-1751-X)
- 9. Le Fortiche de la triche[21], Le Lombard, Bruxelles, août 2003
Scénario : Zidrou - Dessin : Godi - Couleurs : Véronique Grobet -  (ISBN 2-8036-1886-9)
- 10. Miss 10/10, Le Lombard, Bruxelles, août 2004
Scénario : Zidrou - Dessin : Godi - Couleurs : Véronique Grobet -  (ISBN 2-8036-1967-9)
- 11. Peut mieux faire, Le Lombard, Bruxelles, août 2005
Scénario : Zidrou - Dessin : Godi - Couleurs : Véronique Grobet -  (ISBN 2-8036-2077-4)
- 12. 280 de QI, Le Lombard, Bruxelles, août 2006
Scénario : Zidrou - Dessin : Godi - Couleurs : Véronique Grobet -  (ISBN 2-8036-2180-0)
- 13. Pas vu, pas pris !, Le Lombard, Bruxelles, août 2007
Scénario : Zidrou - Dessin : Godi - Couleurs : Laure Godi -  (ISBN 978-2-8036-2294-8)
- 14. Premier de la classe (en commençant par la fin), Le Lombard, Bruxelles, août 2008
Scénario : Zidrou - Dessin : Godi - Couleurs : Laure Godi -  (ISBN 978-2-8036-2437-9)
- 15. Ça sent les vacances !, Le Lombard, Bruxelles, juin 2009
Scénario : Zidrou - Dessin : Godi - Couleurs : Laure Godi -  (ISBN 978-2-8036-2554-3)
- 16. Confisqués !, Le Lombard, Bruxelles, juin 2010
Scénario : Zidrou - Dessin et couleurs : Godi -  (ISBN 978-2-8036-2640-3)
- 17. Silence, on copie !, Le Lombard, Bruxelles, juin 2011
Scénario : Zidrou - Dessin : Godi - Couleurs : Laure Godi -  (ISBN 978-2-8036-2825-4)
- 18. Révise un max !, Le Lombard, Bruxelles, 13 avril 2012
Scénario : Zidrou - Dessin : Godi - Couleurs : Laure Godi -  (ISBN 978-2-8036-3051-6)
- 19. Ducobu, élève modèle !, Le Lombard, Bruxelles, 3 mai 2013
Scénario : Zidrou - Dessin : Godi - Couleurs : Laure Godi -  (ISBN 978-2-8036-3280-0)
- 20. 0+0=Duco !, Le Lombard, Bruxelles, 13 juin 2014
Scénario : Zidrou - Dessin : Godi - Couleurs : Laure Godi -  (ISBN 978-2-8036-3447-7)
- 21. In-Cu-Ra-Ble !, Le Lombard, Bruxelles, 22 mai 2015
Scénario : Zidrou - Dessin : Godi - Couleurs : Laure Godi -  (ISBN 978-2-8036-3544-3)
- 22. Système D, Le Lombard, Bruxelles, 20 mai 2016
Scénario : Zidrou - Dessin : Godi - Couleurs : Laure Godi -  (ISBN 978-2-8036-3697-6)
- 23. Profession : tricheur !, Le Lombard, Bruxelles, 8 septembre 2017
Scénario : Zidrou - Dessin : Godi - Couleurs : Laure Godi -  (ISBN 978-2-8036-7050-5)
- 24. Attention, école[22],[23] !, Le Lombard, Bruxelles, 23 août 2019
Scénario : Zidrou - Dessin : Godi - Couleurs : Laure Godi -  (ISBN 978-2-8036-7249-3)
- 25. L'Idole des écoles[24], Le Lombard, Bruxelles, 7 février 2020
Scénario : Zidrou - Dessin : Godi - Couleurs : Laure Godi -  (ISBN 978-2-8036-7714-6)
- 26. Votez Ducobu[25] !, Le Lombard, Bruxelles, 1 juillet 2022
Scénario : Zidrou - Dessin : Godi - Couleurs : Laure Godi -  (ISBN 978-2-8036-8027-6)
- 27. Fini de rire[26] !, Le Lombard, Bruxelles, 24 février 2023
Scénario : Zidrou - Dessin : Godi - Couleurs : Laure Godi -  (ISBN 978-2-8082-1098-0)
- 28. En vert et contre tous[27] !, Le Lombard, Bruxelles, 29 mars 2024
Scénario : Zidrou - Dessin : Godi - Couleurs : Laure Godi -  (ISBN 978-2-8082-1308-0)
- 29. Dernier de cordée[28],[29],[30] !, Le Lombard, Bruxelles, 4 avril 2025
Scénario : Zidrou - Dessin : Godi - Couleurs : Laure Godi -  (ISBN 978-2-8082-1494-0)

### Illustration
- Si le tram m'était conté[41], Ateliers d'arts graphiques, Bruxelles, septembre 1984
Scénario : Marion - Dessin : Godi - Couleurs : noir et blanc -  (ISBN 2870130597),Format poche, avec un marque-page de Godi.
- Paul Herman et Godi (ill.), Bistrots bruxellois, Bruxelles, Glénat Benelux, coll. « Bacchus et Gambrinus », 1986 (ISBN 9782871760009 et 2-87176-000-4, OCLC 1400566993, présentation en ligne).

### Para-BD
À l'occasion, Godi  réalise des affiches de festivals, ex-libris, gadgets, cartes ou cartons.

## Récompenses
- 2004 :  prix Saint-Michel jeunesse pour L'Élève Ducobu, t. 10 : Miss dix sur dix (avec Zidrou)[44].